# Alphonse Mailly
Jean Alphonse Ernest Mailly, född den 27 november 1833 i Bryssel, död den 10 januari 1918 i Ixelles, var en belgisk organist. 
Mailly erhöll undervisning i orgelspelning av Christian Girschner, Lemmens lärare. Han blev som helt ung ackompanjatör vid Theatre de la Monnaie samt organist vid Sankt Josephskyrkan. År 1861 blev han lärare i pianospelning och 1869 i orgelspelning vid Bryssels konservatorium, därpå organist vid Karmelitkyrkan. År 1858 lät han höra sig på den stora orgeln i Saint Vincent de Paul i Paris och väckte ett stort uppseende med sitt virtuosmässiga spel. Vid 1871 års internationella utställning i London var han representant för Belgien och spelade där med utmordentlig framgång. Mailly ägde även anseende som en skicklig lärare på sitt instrument, och en mängd av Belgiens framstående orgelspelare har utbildats i hans skola. Som tonsättare var han mindre bemärkt.